# Ophiopinotus pinotus
Ophiopinotus pinotus is een vliesvleugelig insect uit de familie Torymidae. De wetenschappelijke naam is voor het eerst geldig gepubliceerd in 1987 door Husain & Kudeshia.